# André Cauzard
André Cauzard, né le 9 décembre 1908 à Paris, de Pierre (médecin ORL) et de Louise Ernestine Oudot son épouse, et mort le 3 septembre 1991 à Angervilliers, est un trompettiste et tromboniste de jazz français.

## Biographie
Il effectue ses obligations militaires en 1928  dans la cavalerie (régiment Royal Pologne) à Trèves (Allemagne) dans l'armée d'occupation.
Après des études à Paris, il travaille chez un agent de change mais se passionne pour la musique de jazz. À partir de 1927 participe en soirée à des spectacles puis finit par intégrer le 17 juin 1930 l'orchestre de Ray Ventura et ses collégiens comme trompettiste mais c'est finalement comme tromboniste qu'il restera dans la mémoire de l'Orchestre Ray Ventura.
Jusqu'à sa mobilisation (fin 1939), il participera à tous les voyages et films de l'orchestre. L'attaque allemande le surprend en Bretagne où, en tant que sous-officier, il dirige un  petit groupe. Pendant la débâcle de juin, il est légèrement blessé et évacué sur Lourdes où il sera démobilisé.
Il gardera de cette période de nombreuses amitiés avec d'autres membres de l'orchestre (Gregoire Aslan dit Coco, Paul Misraki, Ray Bender, Alix Combelle, Loulou Gasté, etc.) Dans les années 1940, il fait partie de l'orchestre de Fred Adison puis enregistre en compagnie de Stéphane Grappelli. Le 18 décembre 1940, il participe à une session d'enregistrement avec Django Reinhardt, comme tromboniste au sein de l'orchestre de Pierre Allier. Ce jour-là est enregistrée notamment une fameuse version des Yeux noirs.

Il participe à de nombreux enregistrements du Quintette du Hot Club de France et de Pierre Allier.
Il continuera après guerre quelque temps avant d'abandonner le music hall.
En 1946, il joue dans l'orchestre de  Ray Binder,  de Roland Dorsay et de Jacques Helian.
Harmoniste et arrangeur, il travaillera pour Raymond Legrand (arrangements).
Ami personnel de Jean-Christophe Averty, il lui fournira ses carnets (André Cauzard aimait à transcrire sur de petits carnets les différents événements de sa vie musicale) qui furent une source exceptionnelle pour l'émission de celui-ci les Cinglés du music-hall.
Il réchappe d'un cancer de la gorge en 1973 et s'éteint à la fin de l'été 1991.